# Kostowiec (roślina)

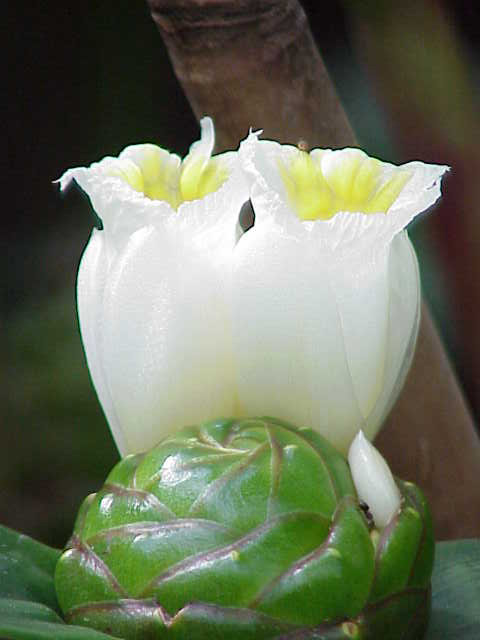
Costus dubius

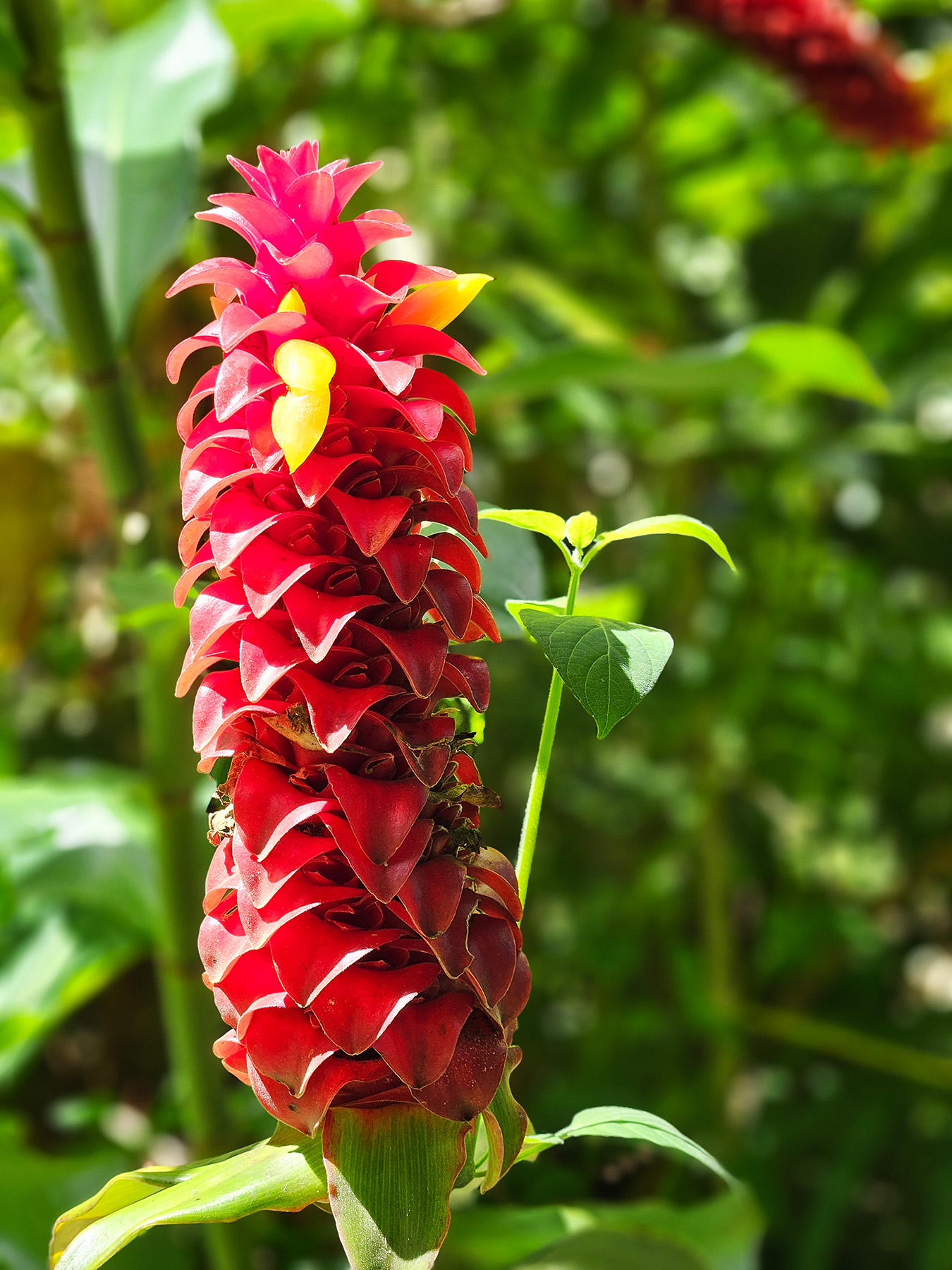
Kostowiec Costus barbatus, Hawaje

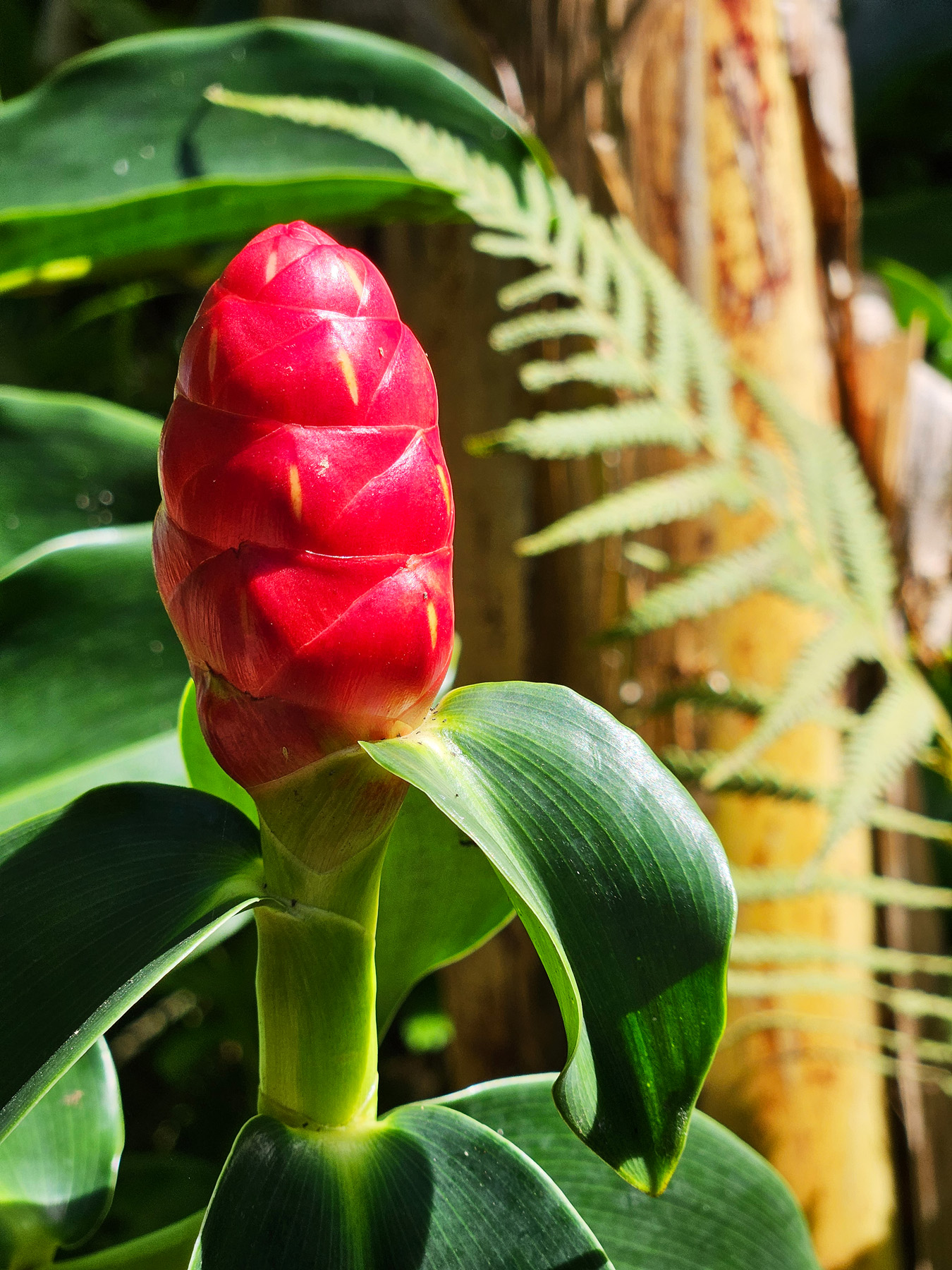
Kostowiec Costus woodsonii, Hawaje

Kostowiec (Costus) – rodzaj roślin tropikalnych z rodziny kostowcowatych (Costaceae). Według niektórych ujęć taksonomicznych należy do niego ok. 150 gatunków występujących w regionach o klimacie tropikalnym. Największa liczba gatunków występuje w tropikalnej Ameryce i Afryce. Gatunkiem typowym jest Costus arabicus L.

## Morfologia
Wiecznie zielone byliny o pojedynczych liściach. Ulistnienie skrętoległe. Kwiaty zebrane w duże wierzchołkowe kwiatostany. Ich przysadki dachówkowato nachodzą na siebie, przez o kwiatostany przypominają szyszki. Kwiaty w kolorze od białego do czerwonego.

## Systematyka
Synonimy
Banksea J. Koenig, Cadalvena Fenzl
Pozycja systematyczna według APweb (aktualizowany system APG III z 2009)
Należy do rodziny (Costaceae) Nakai, która jest jednym z kladów w obrębie rzędu imbirowców (Zingaberales) Griseb, kladu jednoliściennych i klasy roślin okrytonasiennych. W obrębie kaktusowatych należy do plemienia Trichocereeae, podrodziny Cactoideae.
Wykaz gatunków
- Costus acanthocephalus K.Schum.
- Costus acreanus (Loes.) Maas
- Costus acutissimus Maas & H.Maas
- Costus adolphi-friderici Loes.
- Costus afer Ker Gawl.
- Costus albiflos Maas & H.Maas
- Costus allenii Maas
- Costus amazonicus (Loes.) J.F.Macbr.
- Costus arabicus L.
- Costus asplundii (Maas) Maas
- Costus asteranthus Maas & H.Maas
- Costus aureus Maas & H.Maas
- Costus barbatus Suess.
- Costus beckii Maas & H.Maas
- Costus bicolor J.Braun & K.Schum.
- Costus bracteatus Rowlee
- Costus bullatus Meekiong, Muliati & Ipor
- Costus chartaceus Maas
- Costus chrysocephalus K.Schum.
- Costus claviger Benoist
- Costus clemensiae Ridl.
- Costus comosus (Jacq.) Roscoe
- Costus cordatus Maas
- Costus cupreifolius Maas
- Costus curvibracteatus Maas
- Costus dendrophilus K.Schum.
- Costus dinklagei K.Schum.
- Costus dirzoi García-Mend. & G.Ibarra
- Costus dubius (Afzel.) K.Schum.
- Costus eburneus Meekiong, Muliati & Tawan
- Costus erythrocoryne K.Schum.
- Costus erythrophyllus Loes.
- Costus erythrothyrsus Loes.
- Costus fenestralis Maas & H.Maas
- Costus fissicalyx N.R.Salinas, Clavijo & Betancur
- Costus fortalezae K.Schum.
- Costus gabonensis Koechlin
- Costus geothyrsus K.Schum.
- Costus giganteus Welw. ex Ridl.
- Costus glaucus Maas
- Costus gracillimus Maas & H.Maas
- Costus guanaiensis Rusby
- Costus juruanus K.Schum.
- Costus kupensis Maas & H.Maas
- Costus laevis Ruiz & Pav.
- Costus lasius Loes.
- Costus lateriflorus Baker
- Costus ledermannii Loes.
- Costus leucanthus Maas
- Costus ligularis Baker
- Costus lilaceus Maas & H.Maas
- Costus lima K.Schum.
- Costus loangensis H.Maas & Maas
- Costus longibracteolatus Maas
- Costus louisii H.Maas & Maas
- Costus lucanusianus J.Braun & K.Schum.
- Costus maboumiensis Pellegr.
- Costus macranthus K.Schum.
- Costus malortieanus H.Wendl.
- Costus microcephalus K.Schum.
- Costus montanus Maas
- Costus mosaicus W.Bull
- Costus muluensis Meekiong, Ipor & Tawan
- Costus mulus Meekiong, Ipor & Tawan
- Costus nimba H.Maas & Maas
- Costus nitidus Maas
- Costus oblongus S.Q.Tong
- Costus oligophyllus K.Schum.
- Costus osae Maas & H.Maas
- Costus phyllocephalus K.Schum.
- Costus pictus D.Don
- Costus plicatus Maas
- Costus plowmanii Maas
- Costus productus Gleason ex Maas
- Costus pulverulentus C.Presl
- Costus quasi-appendiculatu s Woodson ex Maas
- Costus ricus Maas & H.Maas
- Costus rumphianus Valeton ex K.Heyne
- Costus scaber Ruiz & Pav.
- Costus schlechteri H.J.P.Winkl.
- Costus sepacuitensis Rowlee
- Costus spectabilis (Fenzl) K.Schum.
- Costus spicatus (Jacq.) Sw.
- Costus spiralis (Jacq.) Roscoe
- Costus sprucei Maas
- Costus stenophyllus Standl. & L.O.Williams
- Costus sulfureus K.Schum.
- Costus talbotii Ridl.
- Costus tappenbeckianus J.Braun & K.Schum.
- Costus tonkinensis Gagnep.
- Costus ulei Loes.
- Costus vargasii Maas & H.Maas
- Costus varzearum Maas
- Costus villosissimus Jacq.
- Costus vinosus Maas
- Costus viridis S.Q.Tong
- Costus wilsonii Maas
- Costus woodsonii Maas
- Costus zamoranus Steyerm.
- Costus zingiberoides J.F.Macbr.

## Zastosowanie
Wiele gatunków w krajach o tropikalnym klimacie jest uprawianych jako rośliny ozdobne. Stosowany w przemyśle perfumeryjnym olejek kostusowy, wbrew nazwie, otrzymuje się nie z kostowców, lecz z rośliny Saussurea lappa z rodziny astrowatych.